# Antonio Fantauzzi
Antonio Fantauzzi (fl. XVIII secolo) è stato un tipografo italiano.

## Biografia
Attivo in Urbino negli anni compresi tra il 1726 e il 1732, fu il primo conduttore della stamperia posta sotto l’egida della Venerabile Cappella del Santissimo Sacramento i cui patrocinatori furono papa Clemente XI e suo nipote il cardinale Annibale Albani. Dai torchi della stamperia uscirono molte edizioni che costituiscono il vanto della stampa urbinate, consentendo ad essa di imporsi nel panorama italiano con edizioni di notevole pregio.
Alla tipografia stessa era annessa la fonderia, come testimoniato dalla dicitura “Typographum et characterum fusorem” rintracciabile in alcune opere.

## Opere stampate
- Orazione panegirica detta nella chiesa de' pp. minori conventuali dal molto reverendo padre Giamprospero di Sant'Vbaldo lettore nel collegio delle scuole pie della stessa città nel celebrarsi da que' pp. la festa della loro gloriosa S. Margherita di Cortona, ultimamente canonizzata dalla santità di nostro Signore Papa Benedetto 13. dedicata all'e.mo e r.mo principe, il signor cardinale S. Clemente camerlengo di santa chiesa & c (PDF), Urbino, Antonio Fantauzzi, 1728.
- (LA) De vita et rebus gestis Clementis undecimi pontificis maximi libri sex (PDF), Urbino, Antonio Fantauzzi, 1727.
- (LA) Menologium Graecorum jussu Basilii imperatoris Graece olim editum, munificentia et liberalitate ... Benedicti 13. In tres partes divisum nunc primum Graece, et Latine prodit, studio et opera Annibalis ... card. Albani (PDF), Urbino, Antonio Fantauzzi, 1727.
- (LA) Canon Missae ad usum episcoporum, ac praelatorum solemniter, vel private celebrantium, Urbino, Antonio Fantauzzi, 1727.